# Xantusia gracilis
Espèce
Synonymes
- Xantusia henshawi gracilis Grismer & Galvan, 1986

Statut de conservation UICN

 VU D2 : Vulnérable
Xantusia gracilis est une espèce de sauriens de la famille des Xantusiidae.

## Répartition
Cette espèce est endémique du Sud de la Californie aux États-Unis.

## Publication originale
- Grismer & Galvan, 1986 : A new night lizard (Xantusia henshawi) from a sandstone habitat in San Diego County, California. Transactions of the San Diego Society of Natural History, vol. 21, n. 10, p. 155-165 (texte intégral).